# Освідчення в любові
«Освідчення в любові» — документальний фільм 1966 року режисера Роллана Сергієнка.
Разом із фільмами «Небувалий похід», «Лист до Америки», «Крізь сльози» та «Пам'ятай», стрічка розділяє 90-94-і позиції у списку 100 найкращих фільмів в історії українського кіно.
1999 року Роллан Сергієнко зняв продовження фільму «Друге освідчення в любові»

## Сюжет
Жінки радянської України — героїні війни та праці, жительки сіл та міст, партійні діячки та мисткині — розповідають про своє непросте життя.

## Героїні фільму
- Любов Чайковська – скрипалька
- Світлана Коркошко – акторка
- Марія Лагунова – ветеранка
- Єлизавета Марапулець – партійна діячка
- Марія Молодик – партійна діячка
- Ніна Срібна – доярка

## Факти
- На початку фільму звучать вірші Лесі Українки, які зачитує акторка Світлана Коркошко.
- Серед відомих жінок, у фільмі знімалися:
  - Любов Чайковська, скрипалька, більш відома як виконавиця популярної пісні «Намалюй мені ніч»;
  - Марія Лагунова — перша радянська танкістка;
  - Ніна Срібна — Героїня Соціалістичної Праці